# Ferdinand-Jean-Jacques de Bon
Pour les articles homonymes, voir Bon, Lebon et Le Bon.
Ferdinand-Jean-Jacques de Bon, né le  3 juillet 1861 à Saint-Servan et mort à Paris (8e arrondissement) le 6 juillet 1923, est un amiral français des XIXe et XXe siècles.
Vice-amiral, grand-croix de la Légion d'honneur, il est nommé chef d'état-major de la Marine le 10 mars 1916, et prend en 1919 le commandement de l'armée navale française de Constantinople.

## Biographie

### Origines et famille
Il est le fils de Ferdinand-François Debon, puis « de Bon » (Saint-Servan 18 avril 1813 - Saint-Servan 11 juin 1884), commissaire général de la Marine, conseiller d'État, commandeur de la Légion d'honneur, et de Hortense Marguerite Noël. Son grand-père Jacques Debon (1768-1853), et son bisaïeul Jacques Debon (1734-1784) étaient capitaines corsaires lors de la guerre d'indépendance des États-Unis. La famille Debon, originaire d'Acadie, a contracté des alliances dans les familles corsaires Dupont, Douville, Rosse et Surcouf.

### Carrière militaire
Admis à l'École navale en 1877. Membre du Conseil supérieur de la Marine à son décès.

## Famille
Le vice-amiral de Bon épouse à Brest en 1891 Françoise-Émilie Zédé, fille de l'amiral Gustave Zédé (1825-1891).

## Distinctions
- Grand-croix de la Légion d'honneur (12 juillet 1921)[1]
- Croix de guerre 1914–1918
- Officier d'académie